# Hanns-Eisler-Preis
Der Hanns-Eisler-Preis war eine nach dem Komponisten Hanns Eisler benannte nichtstaatliche Auszeichnung des Rundfunk der DDR, die von 1968 bis 1991  in Form eines  Musikpreises an Komponisten und Musikwissenschaftler vergeben wurde. Der Hanns-Eisler-Preis war mit 10.000 Mark dotiert und zählte zu den renommiertesten Musikpreisen der Deutschen Demokratischen Republik.

## Geschichte 1968–1991
Die Auswahl der Preisträger erfolgte durch Radio DDR, und zwar unter beratender Beteiligung der Sektion Musik der Akademie der Künste der DDR und des Verbandes der Komponisten und Musikwissenschaftler der DDR. Im Statut hieß es: „Der Hanns-Eisler-Preis wird für neue Kompositionen und musikwissenschaftliche Arbeiten verliehen, die hervorragende Beiträge zur sozialistischen Musikkultur der DDR darstellen.“ Ausgezeichnet wurden also ein oder mehrere Komponisten (in der Kategorie „Komposition“) und ein oder mehrere Musikwissenschaftler (ab 1971 in der Kategorie „wissenschaftliche Arbeiten“). Die Preisträgerstücke wurden dann in einem Sonderkonzert uraufgeführt.
Die erstmalige Vergabe des Preises erfolgte anlässlich von Hanns Eislers 70. Geburtstag und fand am 6. Juli 1968 im Festsaal des Alten Rathauses in Leipzig statt. Zu den ersten Preisträgern 1968 gehörten Peter Dorn, Gerhard Rosenfeld und Ruth Zechlin.
Nach der Wende in der DDR wurde der Hanns-Eisler-Preis 1990 und 1991 durch den Deutschlandsender Kultur vergeben, zuletzt an Klaus Martin Kopitz und Hans Tutschku.

## Preisträger 1968–1991
von Radio DDR II ausgezeichnet:
- 1968: Peter Dorn, Gerhard Rosenfeld und Ruth Zechlin[2]
- 1969: Siegfried Matthus und Wolfgang Strauß[3]
- 1970: Gerhard Rosenfeld[4]
- 1971: Jürgen Elsner und Inge Lammel[5]
- 1972: Gerhard Tittel, Peter Wicke[6] und Udo Zimmermann[7]
- 1973: Friedrich Goldmann, Rainer Kunad, Hans-Joachim Schulze und Udo Zimmermann[8]
- 1974: keine Verleihung
- 1975: Frank-Volker Eichhorn, Winfried Höntsch und Friedrich Schenker[9]
- 1976: Willy Focke[10]
- 1977: Manfred Schubert und Manfred Weiss[11]
- 1978: Paul-Heinz Dittrich[12] und Thomas Böttger (Anerkennungen: Joachim Gruner[13] und Bert Poulheim)
- 1979: Manfred Grabs, Peter Herrmann, Bert Poulheim und Gisela Steineckert[14]
- 1980: Wilfried Krätzschmar, Günter Neubert und H. Johannes Wallmann[15]
- 1981: Thomas Ehricht, Bernd Franke und Heinz Weitzendorf[16]
- 1982: Gerd Domhardt und Thomas Hertel[17]
- 1983: Rainer Böhm, Reiner Dennewitz und Hans-Peter Jannoch[18]
- 1984: Ralf Hoyer, Burkhard Meier, Reinhard Pfundt und Kurt Dietmar Richter[19]
- 1985: Günter Mayer[20] (Anerkennungen: Reinhard Wolschina[21] und Helmut Zapf)
- 1986: Gottfried Glöckner, Fritz Hennenberg und Reinhard Pfundt[22]
- 1987: Walter Thomas Heyn und Helmut Zapf[23]
- 1988: Reinhard Wolschina[21] und Olav Kröger (Anerkennung: Siegfried Witzmann)
- 1989: Johannes Schlecht, Steffen Schleiermacher[24] und Frank Schneider (Anerkennungen: Lutz Glandien und Hartmut Wallborn)

vom Deutschlandsender Kultur ausgezeichnet:
- 1990: Christian Münch, Helmut Oehring und Annette Schlünz[25]
- 1991: Klaus Martin Kopitz, David Citron und Hans Tutschku

Die Komponisten Reinhard Pfundt, Gerhard Rosenfeld und Udo Zimmermann wurden jeweils zweimal mit dem Hanns-Eisler-Preis ausgezeichnet.

## Nachfolger seit 1993
Seit 1993 wird von der Hochschule für Musik „Hanns Eisler“ Berlin  der Hanns-Eisler-Preis für Komposition und Interpretation zeitgenössischer Musik an junge Interpreten und Komponisten  verliehen.